# Přátelé Země
Přátelé Země (Friends of the Earth, FoE) jsou mezinárodní síť ekologických organizací z 69 zemí pěti kontinentů, které sdružují více než 2 miliony členů. Českým členem sítě je Hnutí DUHA.
Spolupráci členských organizací pomáhá menší sekretariát, který sídlí v Amsterdamu. Na jeho práci dohlíží výkonný výbor, který je volen zástupci národních členských organizací.

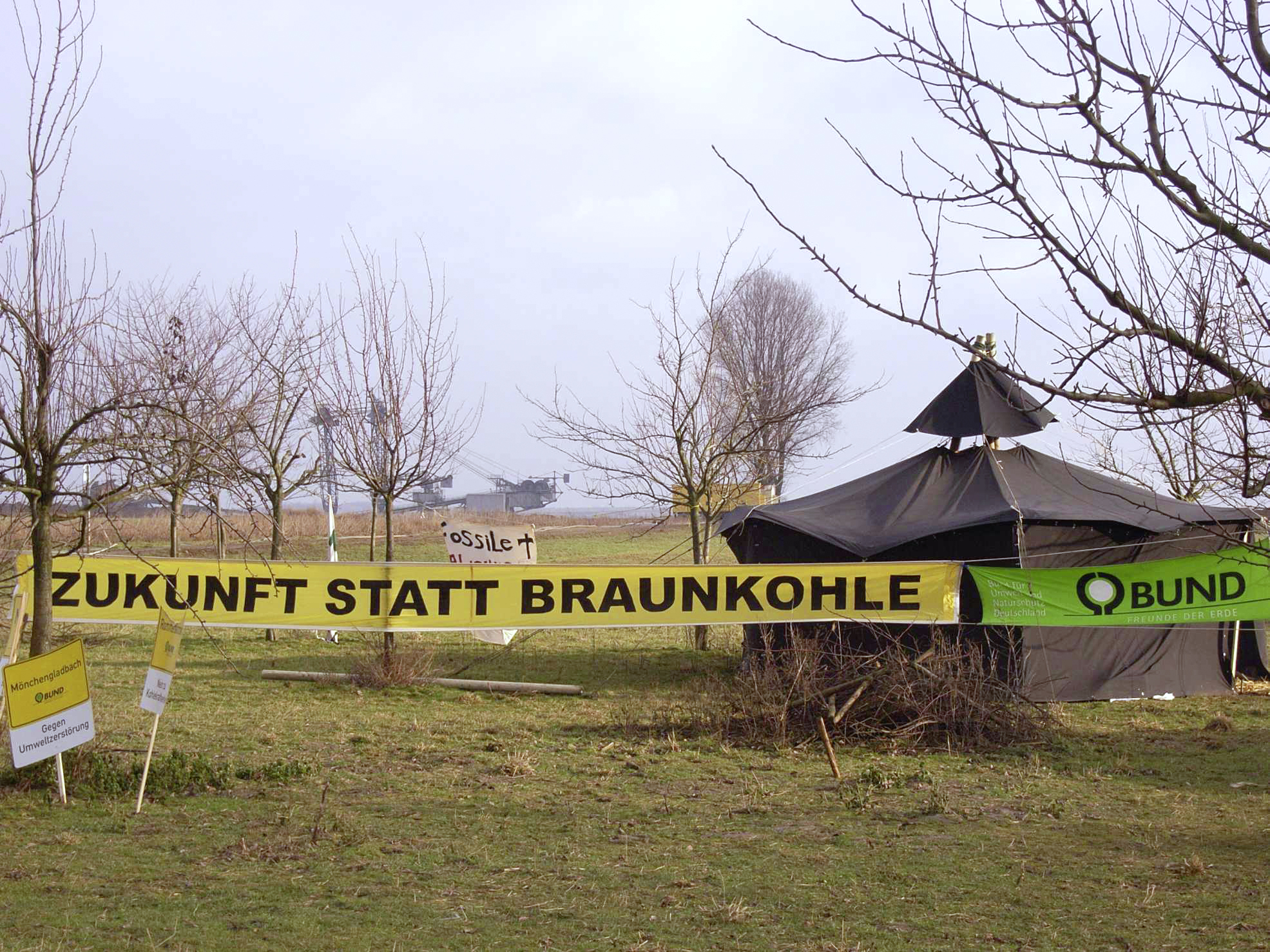
Německá členská organizace FoE (BUND) protestuje proti plánu na rozšíření těžby uhlí

## Hlavní kampaně
Hlavní témata celosvětových aktivit FoE jsou:
- změna klimatu
- korporace a společenská odpovědnost firem
- GMO
- lesy
- veřejné finance a mezinárodní finanční instituce jako Mezinárodní měnový fond, Světová banka a exportní úvěrové agentury
- mezinárodní obchod a jeho dopad na životní prostředí a udržitelný rozvoj
- trvale udržitelný rozvoj